# I was dead for 7 weeks in the city of angels
I Was Dead For 7 Weeks In The City Of Angels es el cuarto álbum de estudio grabado por la banda de rock española Dover, publicado el 17 de septiembre de 2001. Vendió 215.000 copias, consiguiendo, así, 2 discos de platino. El nombre de este disco viene por una serie de irregularidades que tuvo el grupo en su etapa de grabación, ya que Cristina se puso enferma durante varias semanas y hubo una serie de problemas con el productor Barrett Jones. Además, es el último álbum de la banda con el bajista Alvaro Diez antes de su despedida del grupo en 2005.

## Apariciones
La canción "Love is a bitch" se escucha en la película mexicana Amores Perros (2000).

## Lista de canciones
Todas las canciones escritas y compuestas por Amparo Llanos y Cristina Llanos. 
| N.º   | Título                         | Duración |  |
| 1.    | «My Secret People»             | 4:23     |  |
| 2.    | «Better Day»                   | 3:17     |  |
| 3.    | «The Weak Hour Of The Rooster» | 4:31     |  |
| 4.    | «Lady Barbuda»                 | 3:26     |  |
| 5.    | «King George»                  | 2:56     |  |
| 6.    | «Big Mistake»                  | 3:43     |  |
| 7.    | «Recluser»                     | 3:15     |  |
| 8.    | «Astroman»                     | 3:34     |  |
| 9.    | «Surrender»                    | 4:12     |  |
| 10.   | «I Hate Everybody»             | 3:10     |  |
| 11.   | «As I Said»                    | 2:09     |  |
| 12.   | «Death Rocker»                 | 3:28     |  |
| 13.   | «The Last Word»                | 3:47     |  |
| 14.   | «Love Is A Bitch»              | 3:12     |  |
| 15.   | «Cold»                         | 3:48     |  |
| 49:21 |                                |          |  |

## Personal
Dover
- Cristina Llanos – Voz y guitarra acústica
- Amparo Llanos – Guitarras
- Jesús Antúnez – Batería
- Álvaro Díez – Bajo

## Listas y certificaciones

### Listas semanales
| Lista (2001)               | Mejor posición |
| -------------------------- | -------------- |
| Lista de álbumes españoles | 1              |

### Certificaciones
| País                                                            | Certificación | Ventas  |
| --------------------------------------------------------------- | ------------- | ------- |
| España (PROMUSICAE)                                             | 2× Platino    | 215 000 |
| ^cifras de envíos sobre la base de la certificación por sí sola |               |         |

## Historial de lanzamientos
| País     | Fecha                    | Formato | Discográfica            |
| -------- | ------------------------ | ------- | ----------------------- |
| España   | 17 de septiembre de 2001 | CD      | Loli Jackson, Chrysalis |
| Alemania | 26 de noviembre de 2001  | CD      | Loli Jackson, Chrysalis |